# Galina Eguiazarova
Galina Eguiazárova (Rusia, 1936) es una pianista y pedagoga musical rusa.

## Biografía
Nació en Rusia, estudio en el Conservatorio Chaikovski de Moscú, donde fue discípula de Aleksandr Goldenweiser. Se inició en la música a los cuatro años como diversión, improvisando melodías en el piano. Muy joven quedó bajo la tutela de su madre, pues su padre, de profesión científico, fue objeto de la represión estalinista y deportado a un campo de concentración.
Desde 1961, se dedica a la enseñanza musical, primero en el Conservatorio de Moscú y posteriormente en la Escuela Superior de Música Reina Sofía de Madrid, ciudad a la que se trasladó en 1993 como profesora ayudante de Dmitri Bashkírov, obteniendo plaza propia a partir del año 2001. Ha sido profesora de numerosos alumnos destacados, entre otros María Stembólskaya, Radu Lupu, Marina Tchebourkina, Arcadi Volodós, Enrique Bernaldo de Quirós, Juan Pérez Floristán, Luis Fernando Pérez y Martín García García.